# Maria Wolrath Söderberg
Maria Carolina Wolrath Söderberg, född Wolrath 23 juni 1967 i Uppsala domkyrkoförsamling, är en svensk retorikforskare.

## Biografi
Wolrath Söderberg avlade filosofie doktorsexamen 2012 och är universitetslektor samt docent i retorik vid Södertörns högskola. Hon fokuserar på målkonflikter och värdekrockar i förhållande till samhällsutmaningar. Wolrath Söderberg har exempelvis studerat detta utifrån klimatkrisen, med psykologiska rationaliseringar i form av klimatkompensation. Sedan 2020 driver Wolrath Söderberg podcasten Klimatgap tillsammans med Isak Jarnehäll och Moa Svan.. Wolrath Söderberg var sommarpratare i P1 10 augusti 2023. 2024 utkom hennes bok Ursäkta mig! Argument som driver och stoppar klimatomställning. 2024 blev hon utsedd till den trettonde hållbarhetsmäktigaste personen i Sverige av tidningen Aktuell Hållbarhet.